# دوغ ويست
دوغ ويست (بالإنجليزية: Doug West)‏ مواليد 27 مايو 1967 في ألتونا، هو مدرب كرة سلة أمريكي ولاعب سابق. بدأ مسيرته الاحترافية في سنة 1989. تم اختياره من قبل فريق مينيسوتا تمبر ولفز خلال الدرافت. يبلغ طوله 6 قدم 6 بوصة (2.0 م). اعتزل اللعب في 2001. أحرز خلال مسيرته في الإن بي إيه 6477 نقطة بمعدل 9.6 نقاط في المباراة الواحدة.

## روابط خارجية
- دوغ ويست على موقع إن بي أي (الإنجليزية)
- دوغ ويست على موقع سبورتس رفرنس (الإنجليزية)
- دوغ ويست على موقع كرة السلة الأوروبية.كوم (الإنجليزية)
- دوغ ويست على موقع كلية كرة السلة في سبورتس رفرنس.كوم (الإنجليزية)
- دوغ ويست على موقع ريلجم (الإنجليزية)
- دوغ ويست على موقع بروبوليرز (الإنجليزية)